# Nikki Glaser
Nikki Glaser, née le 1er juin 1984 à Cincinatti aux États-Unis, est une actrice, comédienne de stand-up et animatrice de télévision américaine.

## Biographie
Nikki Glaser, fille de Julie E. Burke et d'Edward J. Glaser, nait le 1er juin 1984 à Cincinatti, en Ohio. Elle grandit à Kirkwood, une ville du Missouri dans la banlieue de Saint-Louis. Inspirée par Sarah Silverman et Jenny McCarthy, elle commence à faire des spectacles de stand-up pendant ses études à l'université du Kansas, où elle obtient une licence de lettres en 2006,.
Elle collabore avec Sara Schaefer pour un podcast, You Had To Be There, qu'elles animent de 2011 à 2014, et pour deux saisons d'une émission hebdomadaire de troisième partie de soirée, Nikki & Sara Live (en), sur MTV, en 2013,. En 2016, elle anime une émission dédiée à la sexualité, Not safe with Nikki Glaser, sur Comedy Central.

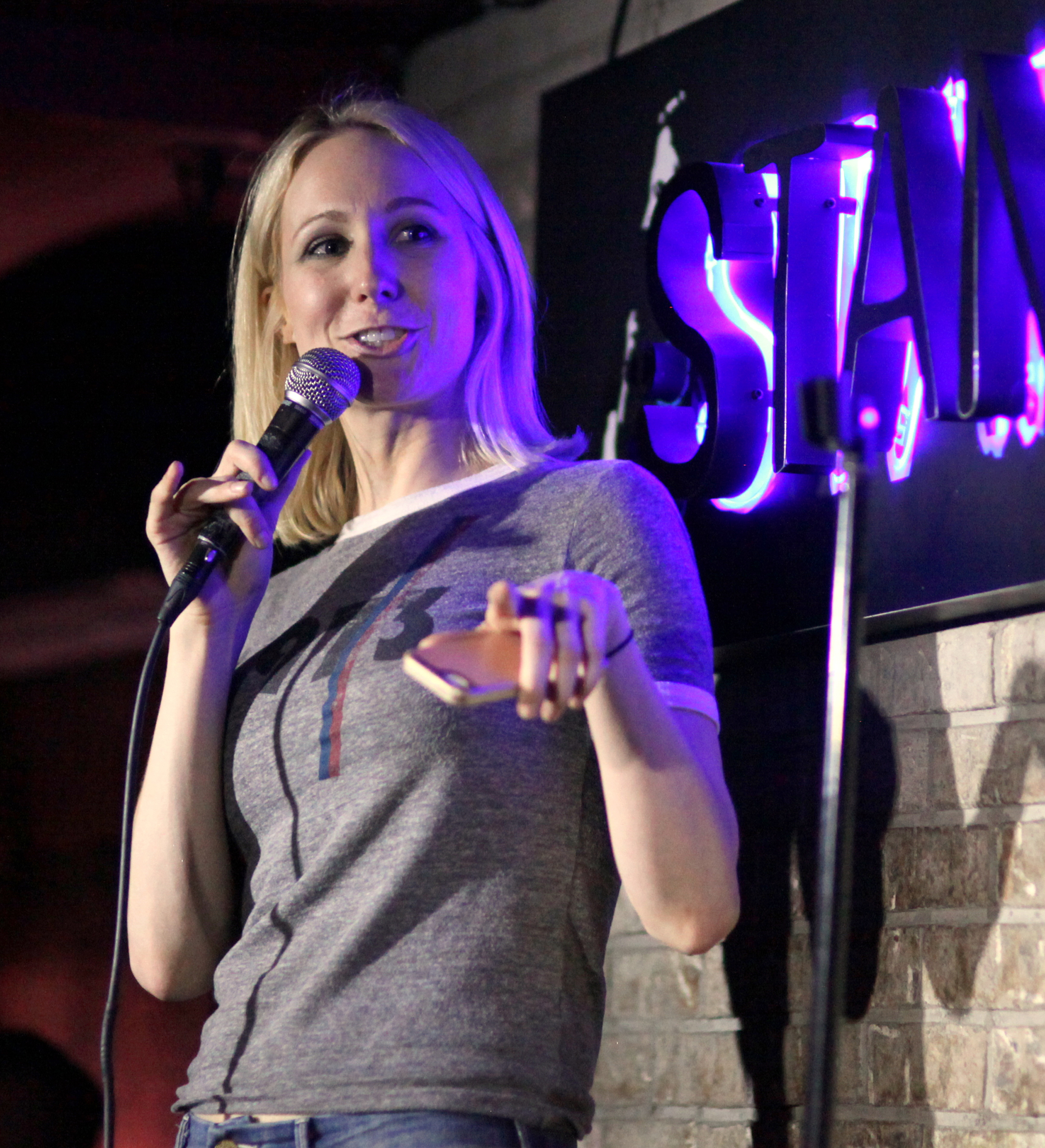
Nikki Glaser pendant un stand-up en 2016

Ayant joué des scènes de stand-up dans les émissions américaines de troisième partie de soirée animées par Jay Leno et Conan O'Brien, elle participe à l'émission de téléréalité Last Comic Standing. Son premier spectacle de stand-up filmé pour la télévision, Perfect, sort sur Comedy Central le 9 avril 2016. Le second, Bangin', sort sur Netflix le 1er octobre 2019. Elle participe aussi à des émissions de roast en se moquant de Rob Lowe en 2016, de Bruce Willis en 2018 et d'Alec Baldwin en 2019 sur Comedy Central et de Tom Brady en 2024 sur Netflix.
En 2025, elle présente la cérémonie des Golden Globes, où elle est nommée dans la catégorie du meilleur spectacle de stand-up pour Nikki Glaser: Someday You'll Die, diffusé sur HBO Max. Ce spectacle est aussi nommé aux Emmy Awards en 2024 et aux Grammy Awards en 2025 et lui vaut un Writers Guild of America Award.